# Stockholm Belly Dance Festival
Stockholm Belly Dance Festival är en årlig magdansfestival som äger rum runt Kristi himmelfärdshelgen. Långhelgens utbud består av pass med etablerade dansare som lär ut magdans på olika nivåer, samt uppträdanden i dansshower och bazaar med danskläder och relaterade varor. Ett nyare moment är även magdanstävlingar för olika nivåer. Flera av dansarna som uppträder under festivalhelgen lär även ut magdans vid ett eller flera tillfällen. Dansarna kommer bland annat från Sverige, Libanon, USA och Egypten. Festivalen gick av stapeln för första gången år 2000 och erbjöd då endast ett fåtal inhemska och utländska lärare, men har under sin hittills tioåriga existens kommit att bli en av de största magdansfestivalerna. Sedan festivalens början har den ägt rum i Riddarfjärdsskolans lokaler. Deltagare kommer till största delen från Sverige, men även från länder runt om i Europa.

## Bakgrund
Festivalen har sin grund i dansskolan Egyptiskt Kulturcentrum som är verksam i Stockholmsområdet där det lärs ut orientalisk dans. Till en början erbjöds workshops av utländska lärare vid enskilda tillfällen men inom kort fanns det grund nog att utöka verksamheten och regelbundna festivaler började anordnas. Lärarutbudet var till en början betydligt mindre än i dess nuvarande form och bestod till största delen av dansöser aktiva i Sverige. Den första Belly Dance Festival gick av stapeln i maj år 2000 och har sedan dess utspelat sig årligen kring samma helg.

## Undervisning

### Struktur
I likhet med en vanlig kurs i orientalisk dans ingår uppvärmning, teknik och diverse rörelser för att stegvis bygga upp en koreografi till passande musik. Till skillnad från exempelvis en kurs som pågår under en hel termin och som kan vara i ett tiotal timmar, är de längsta passen ca 2,5 timmar. Längden på kursen varierar beroende på vilken lärare som håller i passet, generellt sett står gästlärare från Egypten för de längre passen och andra lärare erbjuder då undervisning mellan en timme och en och en halv. Nivån på kurserna är allt från nybörjare, rena teknikkurser, mellannivå till avancerad nivå.
Det erbjuds även dagligen gratiskurser för nybörjare, för att ge en introduktion till magdans. Dessa sker i samarbete med dansskolan Egyptiskt Kulturcentrums lärare.
Orientalisk dans består av ett flertal dansstilar, bland annat Khalegee, Oriental, Baladi, Libanesisk Dabkedans, Shabi, Folklore och Saiidi.